# La Tour interdite
La Tour interdite (titre original : The Forbidden Tower) est un roman du Cycle de Ténébreuse, écrit par Marion Zimmer Bradley, publié en 1977.